# فارا ویچنتینو
فارا ویچنتینو (به ایتالیایی: Fara Vicentino) یک کومونه در ایتالیا است که در استان ویچنزا واقع شده‌است.

## خصوصیات
فارا ویچنتینو ۱۵ کیلومترمربع مساحت و ۳٬۸۱۰ نفر جمعیت دارد.